# Референдум щодо членства в Європейському Союзі на Аландських островах (1994)
20 листопада 1994 року на Аландських островах відбувся референдум про членство в Європейському Союзі. Незважаючи на те, що 16 жовтня на материковій частині Фінляндії був проведений референдум, на островах пройшло окреме голосування, оскільки вони були окремою митною юрисдикцією. Членство в ЄС підтримали 73,64 % виборців.

## Результати
| Голосування                | Кількість осіб | %     |
| -------------------------- | -------------- | ----- |
| Для                        | 6456           | 73,64 |
| Проти                      | 2311           | 26,36 |
| Недійсні/пусті голоси      |                | —     |
| Усього                     | 8767           | 100   |
| Зареєстровані виборці/явка | 18 090         | 49,10 |
| Джерело: Пряма демократія  |                |       |